# Саґае (Ямаґата)

38°22′52″ пн. ш. 140°16′34″ сх. д. / 38.38111° пн. ш. 140.27611° сх. д.
Саґа́е (яп. 寒河江市, さがえし, МФА: [sagae ɕi̥]) — місто в Японії, в префектурі Ямаґата.

## Короткі відомості
Розташоване в центрально-східній частині префектури, на берегах річки Саґае. Виникло на місці призамкового містечка роду Ое, столиці автономного уділу Саґае-хан. Основою економіки є вирощування вишні, харчова та текстильна промисловості. Місце розташування гарячих ванн на термальних водах Саґае. Станом на 1 жовтня 2008 площа міста становила 139,08 км². Станом на 1 січня 2009 населення міста становило 43 192 осіб.